# Tijger (Patrick Visser)
Tijger is een kunstwerk van kunstenaar Patrick Visser dat eindjaren tien van de 21e eeuw in Amsterdam-Centrum.
Deze grote tijger is ontworpen en gemaakt door kunstenaar Patrick Visser. Hij maakt voornamelijk kunst uit metalen objecten die op de nominatie stonden om in de smeltoven te verdwijnen voor hergebruik. Visser gebruikt de materialen zoals ze bij recyclebedrijven worden binnengebracht (schroot). Vervolgens gaat hij het veelal roestig materiaal bewerken met bijvoorbeeld een slijptol en past vervolgens de onderdelen in elkaar zodat ze uiteindelijk een kolossaal beeld vormen. Hij begint daarbij meestal met de ogen waarna de kop en rest volgen. Hij heeft daarbij oog voor de uiterlijkheden van spieren en huid van de te maken dieren (voor zover ze nog niet uitgestorven zijn). Een gelijkenis met Body Worlds dringt zich op, doch Visser is alleen geïnteresseerd in het uiterlijke van de dieren.
De Tijger (2017), een hert (2016) en een dolfijn (2015) werden nabij een van de bijgebouwen van de Hermitage Amsterdam, Nieuwe Keizersgracht geplaatst in afwachting van een koper. Een krokodil, een leeuw, een gorilla en een olifant werden al eerder in Harderwijk als blijvende kunst geplaatst.